# David Abraham
David Angel Abraham (ur. 16 lipca 1986 w Chabás) – argentyński piłkarz występujący na pozycji obrońcy. Od 2015 roku jest zawodnikiem Eintrachtu Frankfurt.

## Życiorys

### Kariera klubowa
Jest wychowankiem CA Independiente. W czasach juniorskich trenował także w Club Atlético Huracán Chabás. W argentyńskiej Primera División zadebiutował w barwach Independiente 21 sierpnia 2005 w zremisowanym 1:1 meczu z San Lorenzo de Almagro. Od 1 lipca 2007 do 30 czerwca 2008 przebywał na wypożyczeniu w hiszpańskim Gimnàstiku Tarragona. Zagrał w tym czasie 36 meczach Segunda División, w których zdobył trzy gole. 8 lipca 2008 odszedł za około 2,7 miliona euro do szwajcarskiego FC Basel. W rozgrywkach Swiss Super League po raz pierwszy zagrał 18 lipca 2008 w wygranym 2:1 spotkaniu z BSC Young Boys. W trakcie trzech sezonów gry w Bazylei trzykrotnie wraz z klubem zdobył mistrzostwo kraju oraz dwukrotnie jego puchar. Po sezonie 2011/2012 został na zasadzie wolnego transferu piłkarzem hiszpańskiego Getafe CF. 22 stycznia 2013 został sprzedany za 4 miliony euro do niemieckiego TSG 1899 Hoffenheim. W Bundeslidze zadebiutował 2 lutego 2013 w wygranym 2:1 meczu z SC Freiburg. W Hoffenheim występował w sumie przez 2,5 roku, po czym odszedł do Eintrachtu Frankfurt. Wraz z Eintrachtem w sezonie 2017/2018 zdobył Puchar Niemiec.

### Kariera reprezentacyjna
W barwach reprezentacji Argentyny do lat 20 w 2005 roku wystąpił na mistrzostwach świata w Holandii, na których Argentyńczycy zostali mistrzami.

### Sukcesy
Reprezentacja Argentyny do lat 20
- Mistrzostwo świata: 2005

FC Basel
- Mistrzostwo Szwajcarii (3): 2010, 2011, 2012
- Puchar Szwajcarii (2): 2010, 2012

Eintracht Frankfurt
- Puchar Niemiec: 2018